# Władysław Sebyła

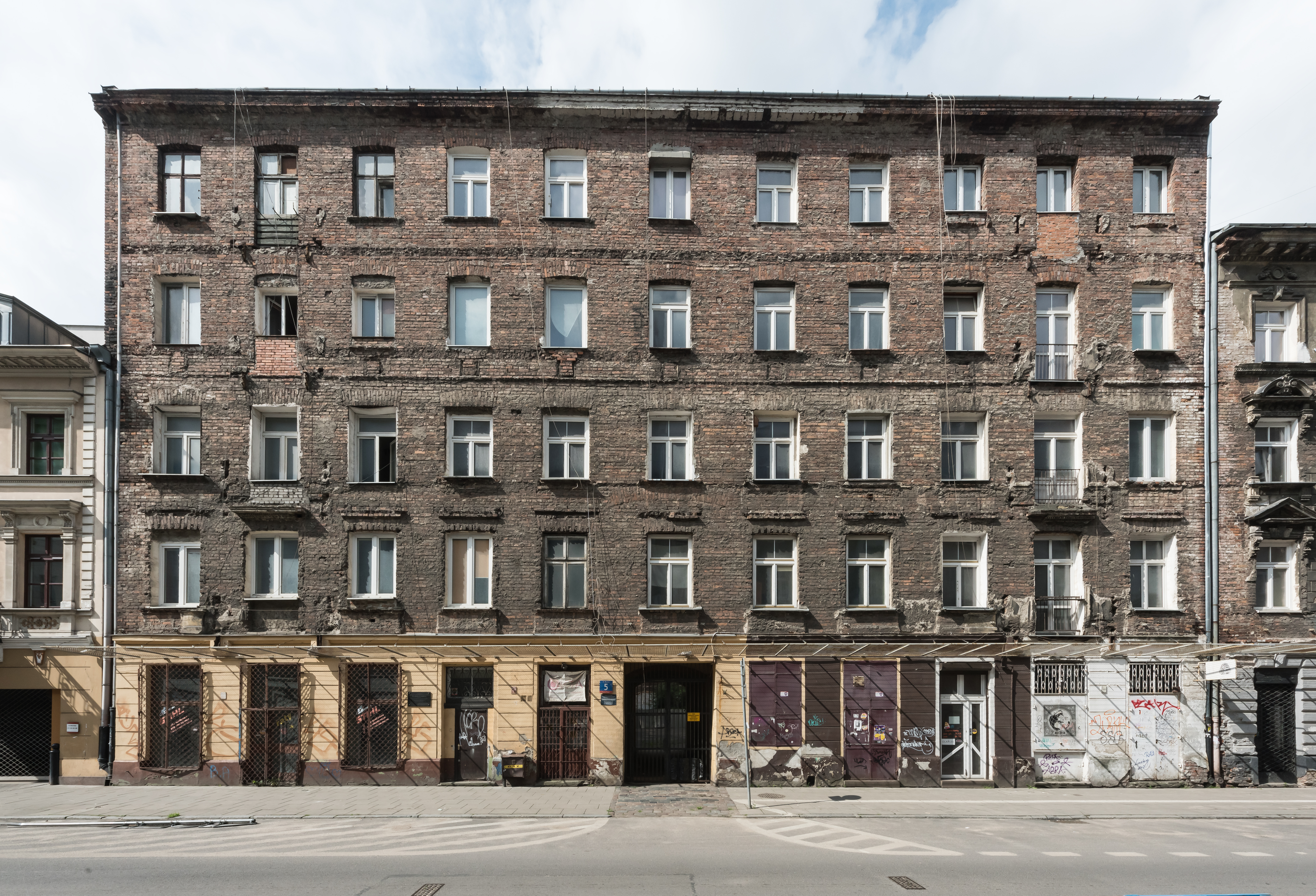
Kamienica przy ul. Brzeskiej 5 w Warszawie, w której w latach 1932–1939 mieszkał Władysław Sebyła i przez wiele kolejnych lat mieszkała jego żona Sabina Sebyłowa

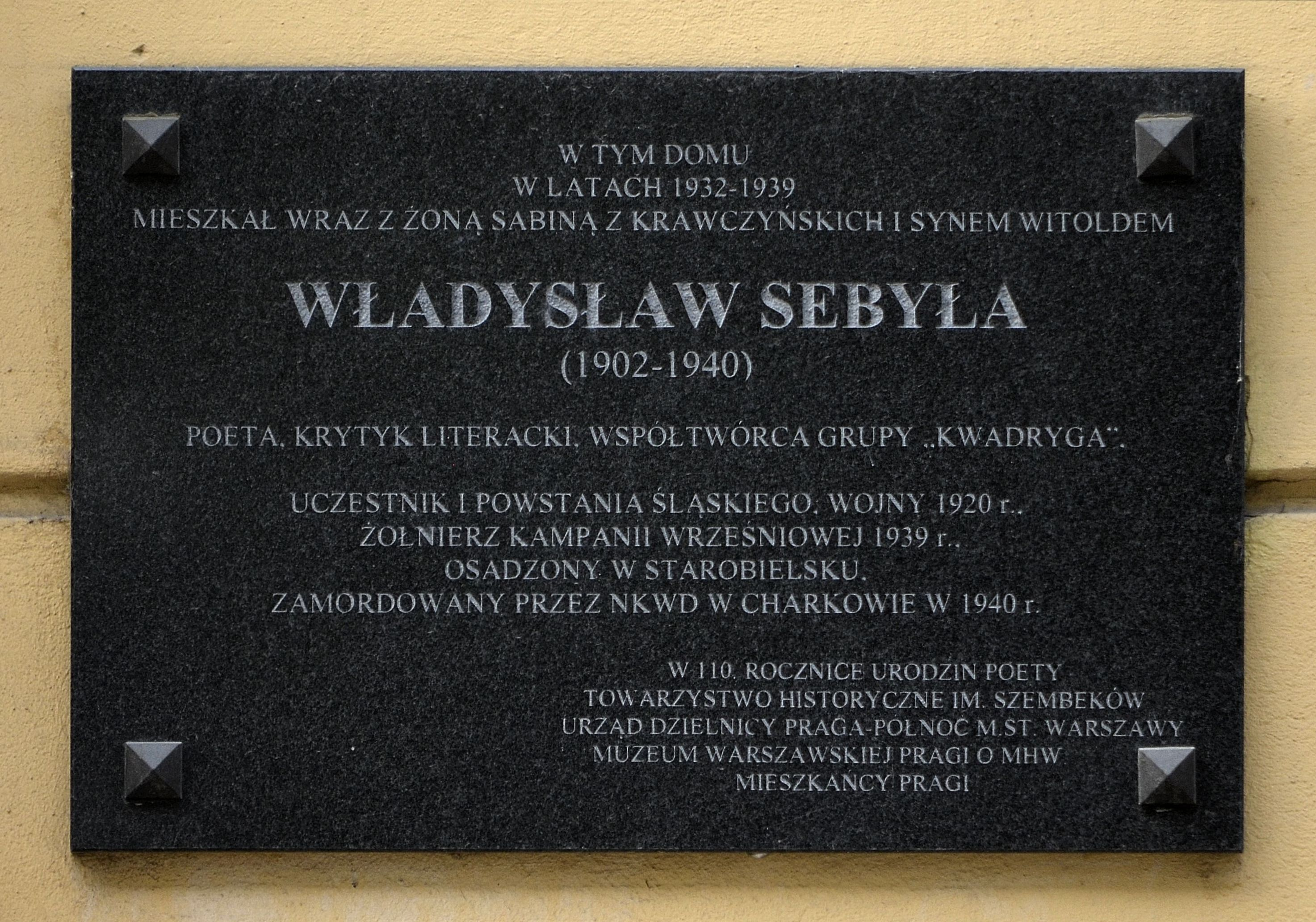
Tablica upamiętniająca Władysława Sebyłę na kamienicy przy ul. Brzeskiej 5

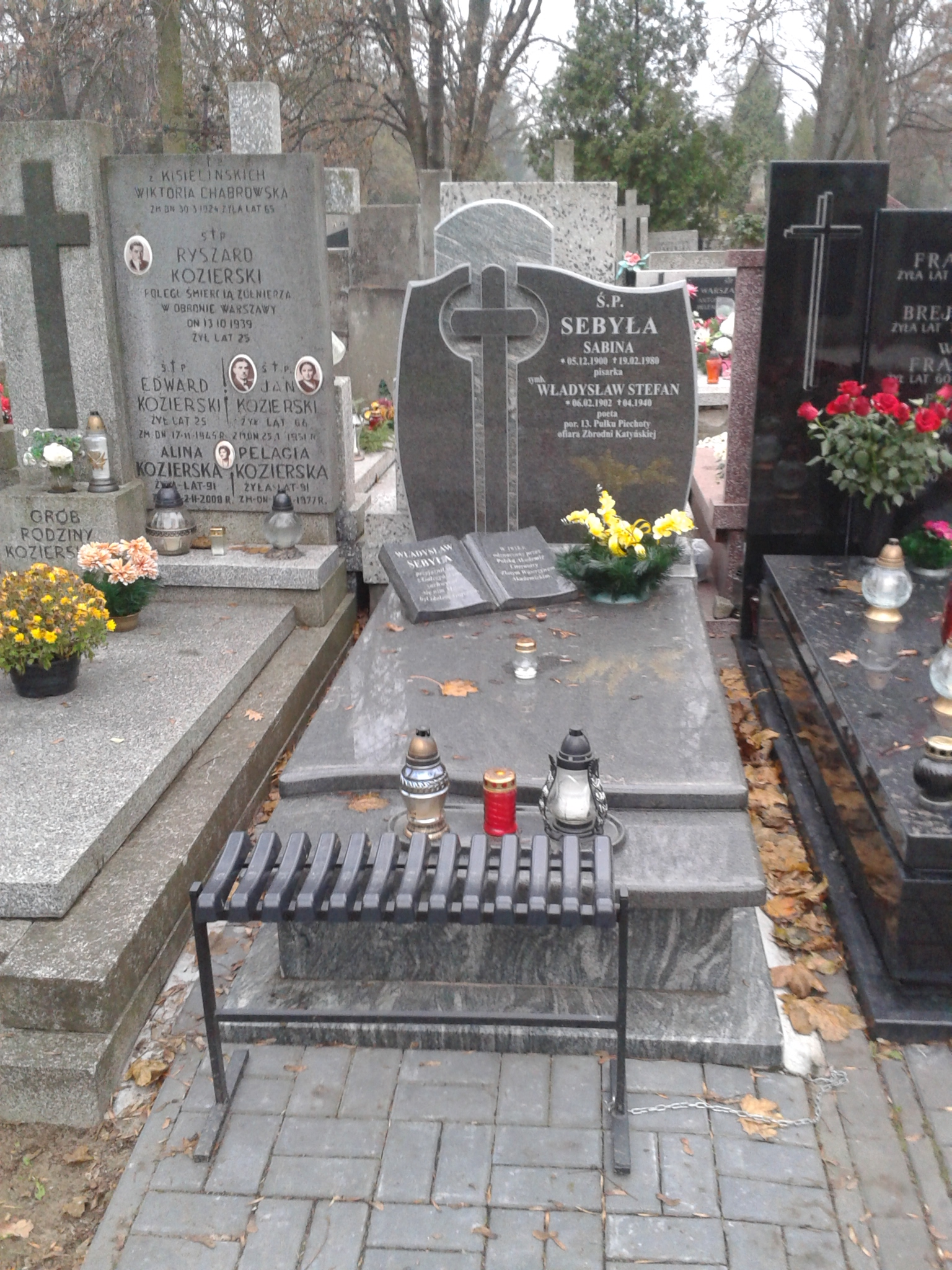
Symboliczny grób Władysława Sebyły w grobie Sabiny Sebyłowej na cmentarzu Bródnowskim w Warszawie

Władysław Stefan Sebyła (ur. 6 lutego 1902 w Kłobucku, zm. 11 kwietnia 1940 w Charkowie) – polski poeta, podporucznik rezerwy piechoty Wojska Polskiego, ofiara zbrodni katyńskiej.

## Życiorys
Syn Henryki z Radłowskich i Michała, działacza niepodległościowego, nauczyciela i kierownika szkoły w Kłobucku urodzony 6 lutego 1902 roku w Kłobucku k. Częstochowy. W wieku trzech lat stracił matkę, a w 1910 roku rodzina, w tym nowa żona ojca, wyprowadziła się z Kłobucka do Zagłębia Dąbrowskiego, gdzie ojciec poety otrzymał pracę nauczyciela. Wiersze zaczął pisać w wieku ośmiu lat, oprócz tego malował, grał na skrzypcach i fortepianie oraz komponował.
Ukończył szkołę podstawową w Będzinie, a następnie rozpoczął naukę w Szkole Realnej w Sosnowcu, zaś po jej likwidacji w I Ośmioklasowym Gimnazjum Męskim Towarzystwa Szkół Średnich w Sosnowcu. W czasie nauki w szkole nadal pisał wiersze, ale ukrywał ten fakt przed innymi uczniami.
Walczył w I powstaniu śląskim. Żeby zaciągnąć się do oddziału zafałszował datę urodzenia o dwa lata. Po zakończeniu walk wrócił do gimnazjum, które ukończył w 1921 roku i za namową ojca podjął studia na Politechnice Warszawskiej, ale po jednym roku przeniósł się na studia polonistyczne na Wydziale Filologii Uniwersytetu Warszawskiego, uczestniczył też w wykładach z historii malarstwa w Akademii Sztuk Pięknych.
Od 1927 był członkiem grupy literackiej Kwadryga. W latach 1929–1931 redaktor i współwydawca pisma „Kwadryga”. Od 1932 roku był współpracownikiem dwutygodnika „Zet”. Debiutował cyklem wierszy pt. Modlitwa (1927).
W 1928 ukończył Batalion Podchorążych Rezerwy Piechoty nr 5 w Łobzowie. W 1929 roku odbył służbę wojskową, a następnie powrócił do Warszawy, gdzie ponownie zaangażował się w życie literackie. W styczniu 1931 roku, podobnie jak wiele znanych osobistości, podpisał protest przeciw procesowi brzeskiemu.
1 stycznia 1931 został mianowany do stopnia podporucznika ze starszeństwem. Został przydzielony do 13 Pułku Piechoty. Odbywał ćwiczenia rezerwy w 1932, 1934, 1936 jako dowódca plutonu.
W roku 1935 poeta podjął pracę w Polskim Radiu, gdzie co drugi tydzień prowadził kwadrans literacki. W lipcu 1937 roku Władysław Sebyła omawiał na antenie radiowej tomik wierszy Na cmentarzu biły dzwony. Śpiewy demoniczne Stanisława Szwajcera, nazywając je grafomańskim. Szwajcer, aplikant sądowy, poczuł się dotknięty krytyką i pozwał Sebyłę do sądu, który uznał poetę winnym i skazał na dwa tygodnie aresztu w zawieszeniu, 50 złotych grzywny i 100 złotych pokutnego. Sąd wydał wyrok mimo opinii biegłego, krytyka literackiego Karola Wiktora Zawodzińskiego, który uznał, że granice krytyki nie zostały przekroczone.
Wobec zagrożenia konfliktem, w 1939 został zmobilizowany, a po wybuchu II wojny światowej walczył w kampanii wrześniowej. Po agresji ZSRR na Polskę z 17 września 1939 i wkroczeniu do Lwowa, został aresztowany przez sowietów. Był przetrzymywany w obozie starobielskim. W 1940 wraz z jeńcami osadzonymi w Starobielsku został przewieziony do Charkowa i 11 kwietnia 1940 rozstrzelany przez funkcjonariuszy Obwodowego Zarządu NKWD w Charkowie oraz pracowników NKWD przybyłych z Moskwy na mocy decyzji Biura Politycznego KC WKP(b) z 5 marca 1940. Pogrzebano go w bezimiennej mogile zbiorowej w Piatichatkach, gdzie od 17 czerwca 2000 mieści się oficjalnie Cmentarz Ofiar Totalitaryzmu w Charkowie. Figuruje na Liście Starobielskiej NKWD pod pozycją 3168.

Po wojnie niewiele o nim pisano i nie wydawano jego wierszy aż do 1956 roku, gdy opublikowano „Poezje wybrane”.
5 października 2007 minister obrony narodowej Aleksander Szczygło – decyzją nr 439/MON – mianował go pośmiertnie na stopień porucznika. Awans został ogłoszony 10 listopada 2007 w Warszawie, w trakcie uroczystości „Katyń Pamiętamy – Uczcijmy Pamięć Bohaterów”.

## Życie prywatne
9 września 1928 roku ożenił się w kościele Mariackim w Krakowie z Sabiną Marią Krawczyńską (1900-1980), rok później urodził się jego jedyny syn Witold.

## Twórczość
Zadebiutował w 1927 zbiorem wierszy pt. Modlitwa. Pisał wiersze m.in. o tematyce pacyfistycznej i antywojennej, np. wiersz Żołnierz nieznany i 4 wiersze o wojnie. Jego twórczość charakteryzowała się przedstawianiem pesymistycznej wizji otaczającego świata, obecnością elementów religijnych, symbolicznych i katastroficznych, formalną prostotą i komunikatywnością oraz nawiązaniami do Norwida. Poemat Młyny uważany jest za szczytowe osiągnięcie poety. Głównym motywem poematu jest stary młyn obok stawu, znany poecie z lat dzieciństwa i młodości spędzonych w Kłobucku. Był członkiem Związku Zawodowego Literatów Polskich. Ostatni tom poezji Władysława Sebyły ukazał się w 1938 i nosił tytuł Obrazy myśli. W 1956 ukazały się Poezje wybrane, drugi wybór wierszy Poezje wybrane ukazał się w 1972, a Poezje zebrane w 1981. W 1999 Anagram wydał kolejny wybór poezji Władysława Sebyły pt. Nie wierz moim grzechom, do którego wstęp napisał Zdzisław J. Peszkowski, zaś wyboru wierszy dokonał Jerzy Koperski. W 2012 r. Muzeum Literatury im. Adama Mickiewicza w Warszawie wydało z okazji 110. rocznicy jego urodzin i wystawy Władysław Sebyła. Nokturn + 1940 faksymile jego niewydanego utworu z 1924 r. pt. Bunt Ludzi. Strzępy niescenicznego dramatu. 7 wizji.  
Jego twórczość stanowiła inspirację dla poety Tadeusza Gajcego.
Tomiki
- „Pieśni szczurołapa” (1930)[7]
- „Koncert egotyczny” (1934)[7]
- „Obrazy myśli” (1938)[7]

pośmiertnie
- „Poezje wybrane” (1956)[6]
- „Poezje wybrane” (1972)[7]
- „Poezje zebrane” (1981)[7]
- „Nie wierz moim grzechom” (1999)[7]
- „Bunt Ludzi” (2012)

## Odznaczenia
- Złoty Wawrzyn Akademicki (5 listopada 1938)[19]

## Upamiętnienie
Od 1991 roku Dom Kultury w Kłobucku nosi imię Władysława Sebyły. Przed budynkiem Domu Kultury znajduje się tablica upamiętniająca poetę.
Ustanowiony przez Sejm RP jednym z patronów 2012 roku. 16 kwietnia 2012 roku pamięć Sebyły uczcili radni województwa śląskiego.
Imieniem Sebyły zostały nazwane ulice w Częstochowie, Kłobucku i Sosnowcu.
W ramach akcji „Katyń... pamiętamy” / „Katyń... Ocalić od zapomnienia”, w Płocku został zasadzony Dąb Pamięci honorujący Władysława Sebyłę.
Nazwisko Władysława Sebyły wykuto na pomniku Katyńskim na cmentarzu Kule w Częstochowie
Władysława Sebyłę i jego żonę Sabinę upamiętnia jedna z tablic Praskiej Galerii Sław wmurowanych w chodnik ul. Stalowej w Warszawie w 2017 roku.